# Kargowa
Kargowa (niem. Unruhstadt) – miasto w Polsce położone w powiecie zielonogórskim, w województwie lubuskim, siedziba gminy Kargowa, położone w Kotlinie Kargowskiej, nad Obrzycą.
Według danych GUS z 31 grudnia 2019 r. Kargowa liczyła 3768 mieszkańców.
Wieś położona była w 1581 roku w powiecie kościańskim województwa poznańskiego. W latach 1975–1998 miejscowość administracyjnie należała do województwa zielonogórskiego.

## Położenie
Według danych z 1 stycznia 2011 r. powierzchnia miasta wynosiła 4,55 km².
Kargowa leży w historycznej Wielkopolsce.
W okolicy Kargowej znajdują się trzy jeziora: Linie, Zacisze i Wojnowskie.

## Historia

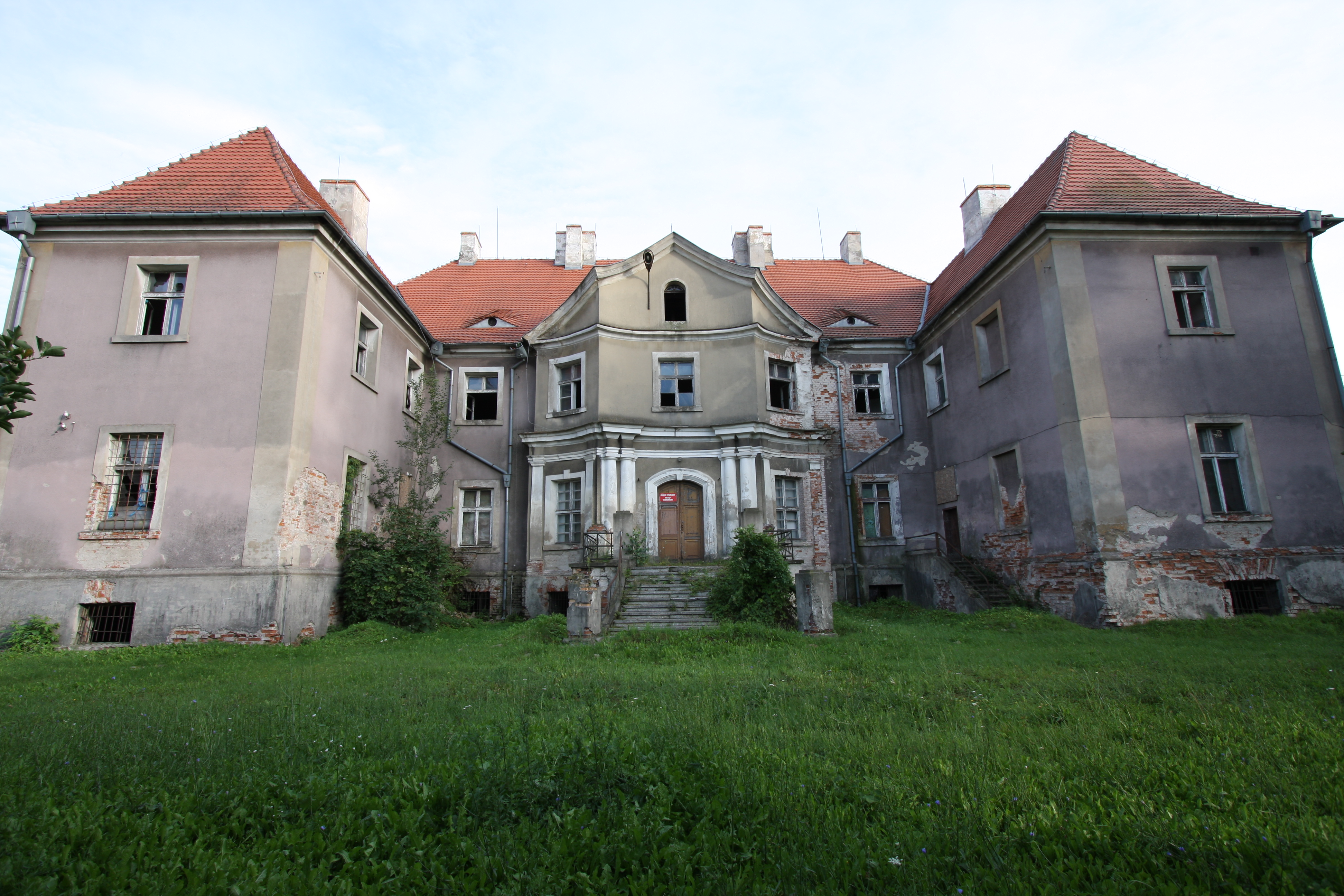
Pałac w Kargowej

Miejscowość pierwotnie związana była z Wielkopolską. Ma metrykę średniowieczną i istnieje co najmniej od XIII wieku. Wymieniona została po raz pierwszy w 1360 pod nazwą Cargowo, 1400 pod obecną nazwą Kargowa, 1434 Gargowa, 1443 Dargowa, 1510 Tharghowa .
Miejscowość początkowo była wsią należącą do lokalnej szlachty wielkopolskiej. W 1360 w dokumencie sądowym odnotowano pierwszą wzmiankę o istnieniu osady, której właścicielem był wówczas Dzierżykraj - świadek w procesie. Od XV wieku właścicielami miejscowości był ród Kotwiczów. W latach 1400–1402 zanotowano Witka Kotwicz, nazwanego również Wojtkiem. W 1400 był on w sporze sądowym z Przybysławem Gryżyńskim, a w 1402 w sporze z Grzymkiem Brodzkim o 50 grzywien poręki. W latach 1408–1444 właścicielami w miejscowości byli Nikiel Kargowski oraz jego brat niedzielny Bernard lub Burchard Kotwicz. W 1439-1453 właścicielem wsi był Wincenty Kargowski. W 1451 kupił on za 300 grzywien połowę Kargowej od braci Jana i Wincentego z Goździchowa i Puszczykowa koło Wielichowa .
W XV wieku miejscowość leżała blisko granicy Polski oraz księstwa głogowskiego. W 1453 Wincenty z Kargowej oraz z Kolska leżącego wówczas w księstwie oraz Wojciech Jarogniewski z Jaromierza polubownie rozgraniczyli Kargową z Jaromierzem. W 1463 wieś leżała w powiecie kościańskim Korony Królestwa Polskiego. W roku tym Jędrzych lub Henryk zwany Kargowskim zapisał swojej żonie Katarzynie po 30 grzywien posagu oraz wiana na połowie wsi .
W 1528 ustalono przebieg granicy z Klinicami leżącymi wówczas w księstwie głogowskim wzdłuż rzeki Mościska, która wypływała z Wielkiego Lasu identyfikowanego z okolicami obecnej wsi Karszyn. W 1554 odnotowano kopce narożne wsi Kargowa, Kopanicy i Uścia należącego do Jaromierza, które stały nad rzeką Obrzycą. W latach 1542–1603 granica Kargowej z Kopanicą przebiegała w pobliżu ostrowu oraz lasu zwanego Dźwinne. W 1571 podkomorzy wytyczył granicę między Kargową, a częścią Chwalimia należącego do cystersów z Obry. Przebiegała ona od kopca na wzgórzu Strzyżyna przy ujściu rzeki Mościska do rzeki Głogownik .
W 1510 dokumenty podatkowe odnotowały w miejscowości 9 półłanków osiadłych i 8 półłanków opustoszałych, 2 karczmy, młyn opustoszały o jednym kole oraz folwark. W 1530 odnotowany został pobór podatków z 3 łanów. W 1563 pobór z 4 łanów, karczmy, młyna wodnego walnego o jednym kole. W 1564 w miejscowości odnotowano 7 łanów. W 1581 miał miejsce pobór z 4 łanów, 1/4 łana należącego do karczmy, a także od 7 zagrodników, 5 komorników, jednego najemnego robotnika zwanego ratajem, 4 rzemieślników, rybaka, owczarza wypasającego 80 owiec, młyna walnika o jednym kole, piłę o jednym kole, wyszynk gorzałki oraz wiatraka dorocznego .
- 1637 – z nadania przez króla Władysława IV miejscowość otrzymuje przywilej organizacji czterech jarmarków w roku i jednego targu w tygodniu
- 1641 – miejscowość zostaje zakupiona przez starostę gnieźnieńskiego hrabiego Jerzego Unruga i nazwana Unrugowem (miasto pozostaje własnością rodziny Unrugów od 1661 do 1837 roku)
- 1661 – Kargowa (Unrugowo) otrzymała pełne prawa miejskie z nadania króla Jana Kazimierza w uznaniu zasług Krzysztofa Unruga podczas potopu. Osiedleńcami byli głównie uciekinierzy ze Śląska, którzy byli prześladowani za przekonania religijne[6]. Miasto było położone na granicy Brandenburgii i Śląska przy szlaku z Poznania przez Wolsztyn i Gubin do Drezna, toteż pełniło rolę komory celnej i miejsca postoju podczas podróży do Drezna władców Polski Augusta II Mocnego i Augusta III Sasa. Taki stan rzeczy powodował, że w mieście stacjonował stały posterunek kompanii piechoty.

- 1793 – w wyniku II rozbioru Polski miasto trafia pod administrację Królestwa Prus
  - 27 stycznia – polska kompania piechoty dowodzona przez kapitana Stefana Więckowskiego obsadziła ratusz i otworzyła ogień do wkraczającego do miasta batalionu pruskiego przeciwstawiając się zajmowaniu przez Prusaków ziem polskich[7]
- 1807 – Kargowa należy do Księstwa Warszawskiego
- 1815 – w wyniku postanowień kongresu wiedeńskiego trafia ponownie do Królestwa Prus
- 1818 – miasto staje się częścią powiatu babimojskiego
- 1919 – miasto zostaje opanowane przez powstańców wielkopolskich, lecz ze względu na wyraźną przewagę ludności niemieckiej Traktat wersalski pozostawia je w granicach Niemiec w ramach Marchii Granicznej Poznań-Prusy Zachodnie.
- 1938 – Wskutek likwidacji Prowincji Marchia Graniczna Kargowa włączona zostaje do powiatu sulechowsko-świebodzińskiego
- 1945 – miasto ponownie włączone do Polski; większość dotychczasowych mieszkańców zostaje wysiedlonych do Niemiec. Po zasiedleniu miasta ludnością narodowości polskiej nastąpił rozwój przemysłu spożywczego (największym pracodawcą była przez wiele lat Fabryka Cukrów "Dąbrówka" – obecnie oddział Nestlé)[8].

Liczba mieszkańców przed 1945 r.
- 1815 – 1518 mieszkańców
- 1858 – 1920 mieszkańców
- 1885 – 1604 mieszkańców
- 1934 – 1807 mieszkańców

## Demografia
Według danych z 31 grudnia 2010 r. miasto miało 3658 mieszkańców.

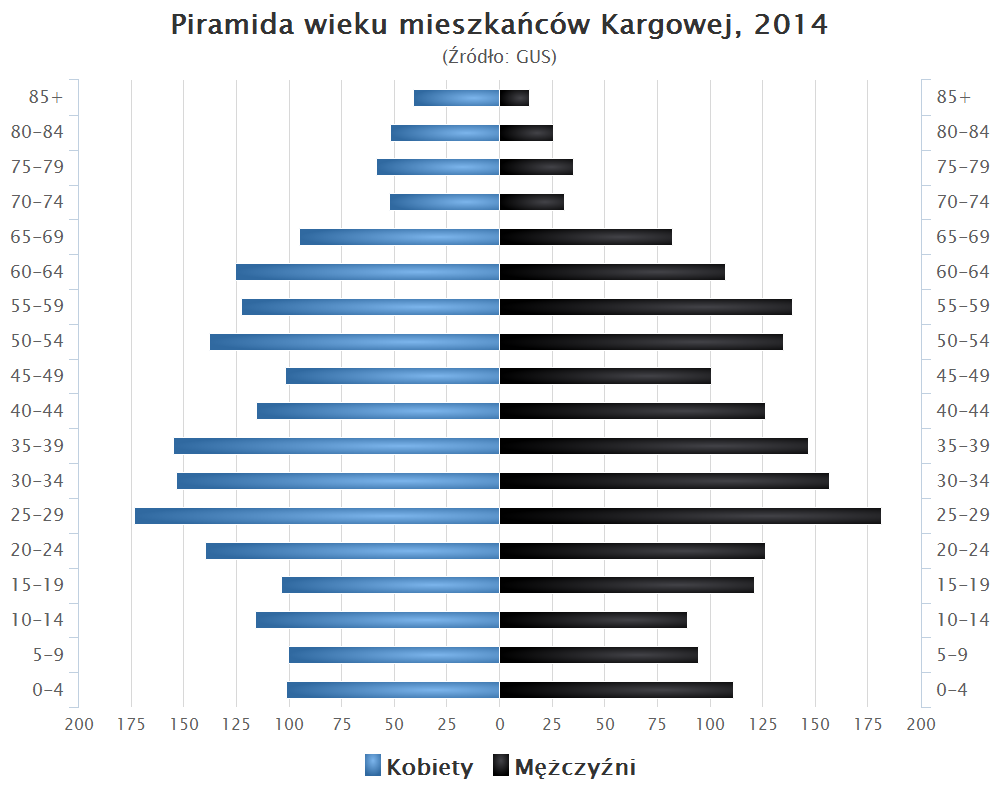
Piramida wieku mieszkańców Kargowej w 2014 roku

## Zabytki

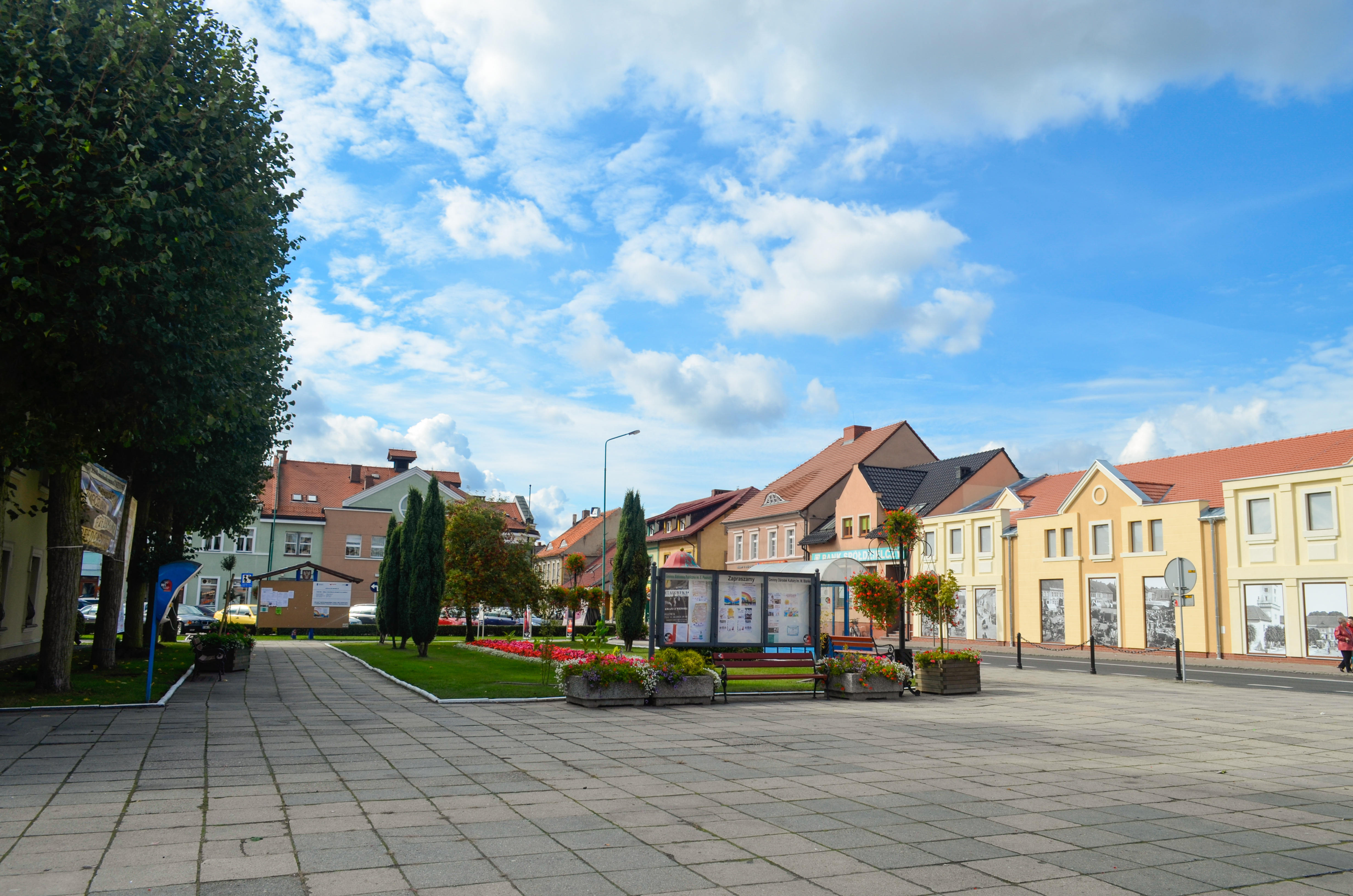
Widok z ratusza na kamieniczki w rynku

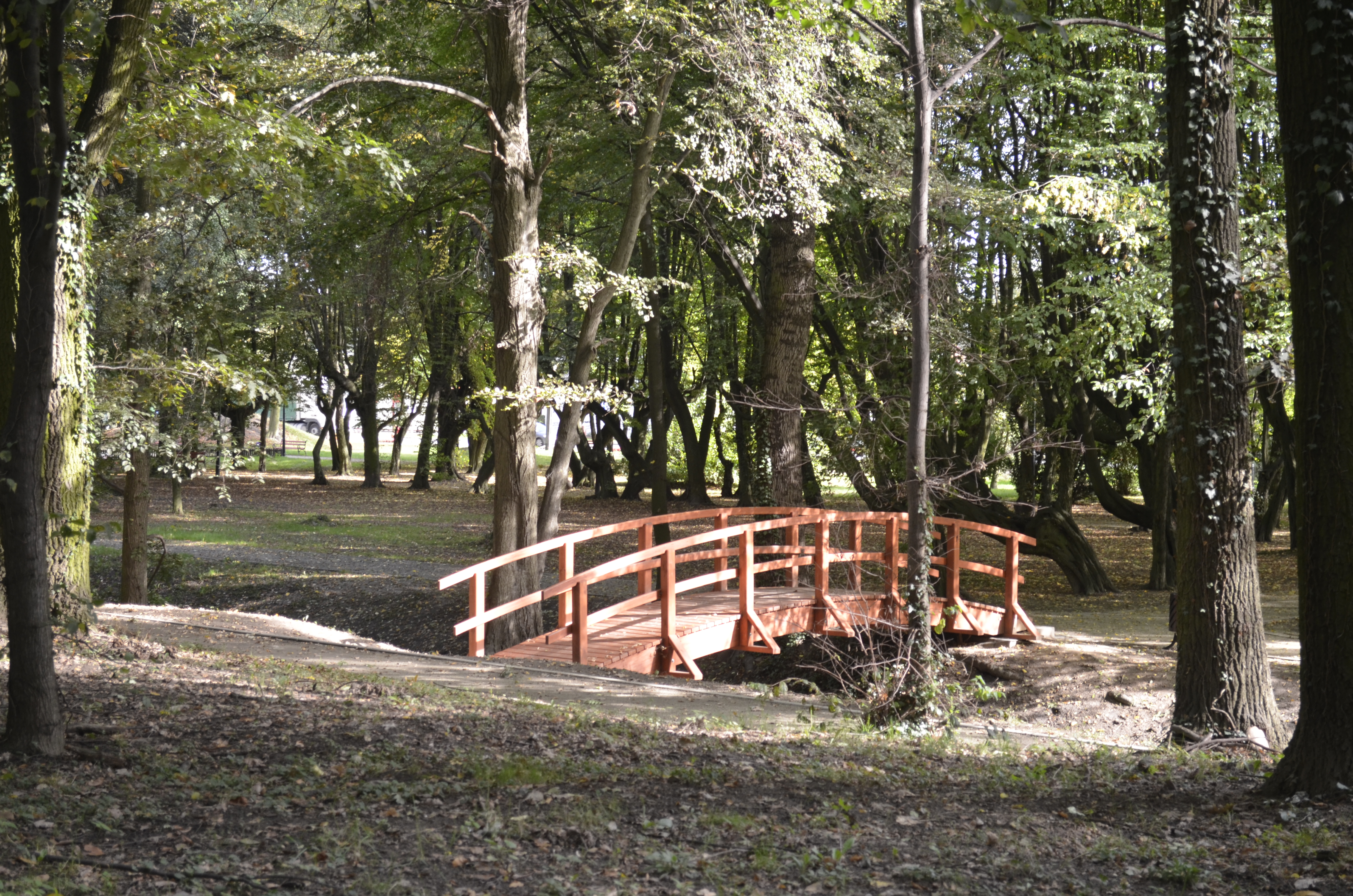
Park przy pałacu

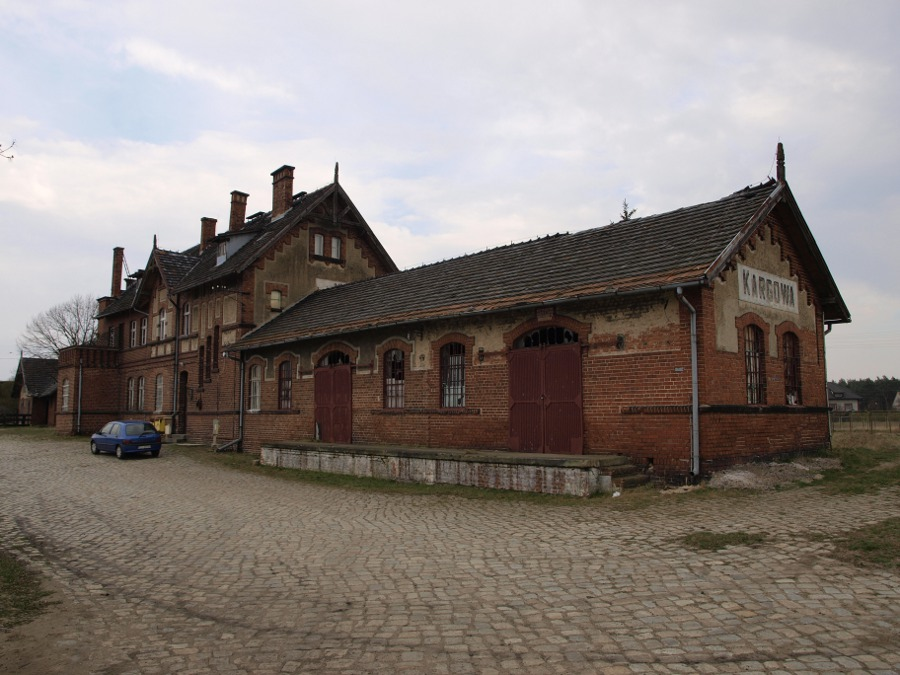
Nieczynny budynek stacji kolejowej

Do wojewódzkiego rejestru zabytków wpisane są:
- miasto, w tym rynek, układ urbanistyczny i zabudowa z XVIII i XIX wieku
- kościół poewangelicki, obecnie rzymskokatolicki filialny pod wezwaniem św. Maksymiliana Kolbego, klasycystyczny, z XVIII w.; przebudowywany w latach 1801–1805, wieża dobudowana w 1832, ul. Górna 2
- ratusz, z XVII w, przebudowany w 1856 roku

- zespół pałacowy, z XVIII wieku: 
  - pałac, późnobarokowy pałac z lat 1731–1733, zbudowany na polecenie króla Augusta II Mocnego według projektu Johanna Christopha Knöffela. Pałac zbudowany w pobliżu wcześniejszej rezydencji rodu Unrugów i miał pełnić rolę rezydencji królewskiej w czasie podróży króla na trasie Drezno-Warszawa, jednak śmierć króla w 1733 roku spowodowała przerwanie zaawansowanej budowy. Pałac został spalony przez okoliczną ludność w 1735 roku i następnie odbudowany z uproszczeniem detalu. W 1837 roku zaborcy pruscy przymusowo przejęli pałac by odsprzedać go w ręce niemieckie. W skład zabudowań pałacowych wchodzą również:
  - spichlerz
  - oficyna z drugiej połowy XVIII w.
  - park krajobrazowy z zabytkową aleją lipową oraz wyjątkowo okazałym bukiem odmiany czerwonolistnej, prawdopodobnie drugim najgrubszym w kraju, to drzewo o obwodzie 685 cm (w 2012)[12]
- domy szczytowe, ul. 27 Stycznia nr 5b; 4, 11, 12, 14, 15, 16, szachulcowe, z około 1800 roku, XVIII wieku, nr 18, 19, 36, szachulcowo-murowane z połowy XIX wieku

inne zabytki:
- synagoga
- cmentarz żydowski
- kościół pw. św. Wojciecha, neogotycki z 1892 roku.
- stacja kolejowa, nieczynna z XIX wieku

## Transport
Miejscowość leży przy skrzyżowaniu drogi krajowej nr 32, drogi wojewódzkiej nr 313 oraz drogi wojewódzkiej nr 314.
Przez miasto przebiega nieczynna linia kolejowa Sulechów – Wolsztyn (przewozy pasażerskie zawieszono w 1994).

## Kultura
W ratuszu działa izba pamięci.
Ofertę kulturalną zapewnia Gminny Ośrodek Kultury

## Sport
Od 1947 roku istnieje tu Miejski Klub Sportowy „Cargovia” Kargowa, który występuje w klasie okręgowej..

## Wspólnoty wyznaniowe
- Kościół rzymskokatolicki:
  - parafia św. Wojciecha
- Świadkowie Jehowy:
  - zbór Kargowa (Sala Królestwa ul. Ogrodowa 4)[16][17]